# South of Midnight
South of Midnight — компьютерная игра в жанре приключенческий экшен, разработанная студией Compulsion Games и изданная Xbox Game Studios. Выпуск игры состоялся 8 апреля 2025 года. По сюжету главная героиня путешествует по фантастическому миру, вдохновлённому мифологией Глубокого Юга. Игра вышла на платформах Windows и Xbox Series X/S.

## Игровой процесс
South of Midnight — экшен с видом от третьего лица. Главная героиня игры, Хейзел, овладевает волшебным древним искусством «плетения». Боевая механика основана на использовании магических способностей, позволяющих «расплетать» врагов. Также присутствует решение головоломок и платформинг. В игре применяется техника покадровой анимации для создания видеовставок. Повествование построено на элементах южного фольклора и сопровождается музыкальным оформлением, вдохновлённым культурой американского Юга.

## Сюжет
Действие игры разворачивается в готическом фэнтезийном мире американского Глубокого Юга. Разрушительный ураган, обрушившийся на город Проспе́ро, смывает дом матери главной героини Хейзел в реку. После посещения особняка своей бабушки она обнаруживает в себе магические способности и вскоре выясняет, что обладает даром Прядильщицы. Прядильщицы могут видеть скрытые нити, из которых соткан мир, и восстанавливать разорванные материальные и духовные связи. В своём путешествии героиня встречает существ из южноамериканского фольклора, сражается с враждебными созданиями Хейнтами, пытаясь восстановить «Великий Гобелен», ткань реальности, и найти новый дом.

## Разработка
Разработкой South of Midnight занималась студия Compulsion Games, создавшая ранее игры We Happy Few и Contrast. Проект стал первой игрой студии, разрабатываемой под эгидой Xbox Game Studios после приобретения компании в 2018 году. На ранних этапах разработки игра носила кодовое название Project Midnight. Первая информация об игре появилась в 2021 году на портале Windows Central, где были опубликованы концепт-арты. Официальный анонс состоялся 11 июня 2023 года на презентации Xbox Games Showcase. 9 июня 2024 года Compulsion Games представила первый геймплейный трейлер и объявила о выходе игры в 2025 году.

## Отзывы
| Сводный рейтинг       | Сводный рейтинг           |
| Агрегатор             | Оценка                    |
| --------------------- | ------------------------- |
| Metacritic            | 75/100 (PC) 76/100 (XBXS) |
| OpenCritic            | 77/100 (67 %)             |
| «Критиканство»        | 73/100                    |
| Иноязычные издания    |                           |
| Издание               | Оценка                    |
| Destructoid           | 9/10                      |
| Digital Trends        | [ 15 ]                    |
| Edge                  | 7/10                      |
| Eurogamer             | [ 17 ]                    |
| Game Informer         | 8,5/10                    |
| GameSpot              | 8/10                      |
| GamesRadar+           | [ 20 ]                    |
| Hardcore Gamer        | 4/5                       |
| IGN                   | 8/10                      |
| PCGamesN              | 6/10                      |
| PC Gamer (US)         | 83/100                    |
| Shacknews             | 8/10                      |
| The Games Machine     | 7,5/10                    |
| The Guardian          | [ 27 ]                    |
| Русскоязычные издания |                           |
| Издание               | Оценка                    |
| 3DNews                | 8/10                      |
| PlayGround.ru         | 7,5/10                    |
| StopGame.ru           | «Похвально»               |

South of Midnight получила «в основном положительные» отзывы от критиков, согласно агрегатору рецензий Metacritic. По данным OpenCritic, 67 % рецензентов рекомендовали игру, средняя оценка от ведущих критиков составила 77 баллов из 100.